# Charles Fowlkes
Charles Fowlkes (16. února 1916 New York – 9. února 1980 Dallas) byl americký jazzový saxofonista. Zpočátku hrál na altsaxofon, tenorsaxofon, klarinet a housle, avšak nakonec přešel k barytonsaxofonu a občas rovněž hrál na flétnu. V letech 1938 až 1944 hrál s Tinym Bradshawem a následně s Lionelem Hamptonem (1944–1948) a Arnettem Cobbem (1948–1951). Počátkem padesátých let se stal členem orchestru Counta Basieho, v němž působil více než pětadvacet let. Během své kariéry spolupracoval s mnoha dalšími hudebníky, mezi něž patří například Yusef Lateef, Milt Jackson, Stanley Cowell a Billy Taylor.